# Гавриловское (Владимирская область)
Гаври́ловское — село в Суздальском районе Владимирской области, входит в Селецкое сельское поселение.

## География
Расположено на реке Уршма в 11 км к западу от Суздаля и в 30 км к северу от Владимира.

## История
Упоминается в 1551 году в грамоте Иоанна Грозного. С половины XVI века Гавриловское значится в старинных документах вотчиной Суздальского Покровского девичьего монастыря. В 1799 году на средства прихожан в селе была построена каменная церковь с колокольней. Престол в ней один — в честь Зачатия святого Крестителя Господня Иоанна. При ней имелась теплая каменная церковь с одним престолом в честь Богоявления Господня; построенная в 1823 году на средства прихожан. В конце XIX века приход состоял из одного села, в котором числилось 159 дворов, 546 душ мужского пола и 583 женского.
В конце XIX — начале XX века село входило в состав Яневской волости Суздальского уезда.
С 1929 года село являлось центром Гавриловского сельсовета Суздальского района, с 1956 года — в составе Яневского сельсовета,  с 1969 года — вновь центр Гавриловского сельсовета, с 2005 года — в составе Селецкого сельского поселения.

## Население
| 1859 | 1897 | 1905  | 1926  | 2002 | 2010 | 2021 |
| ---- | ---- | ----- | ----- | ---- | ---- | ---- |
| 857  | ↗950 | ↗1164 | ↗1190 | ↘994 | ↘980 | ↘868 |

## Инфраструктура
В селе имеются Гавриловская основная общеобразовательная школа, детский сад № 23, библиотека, отделение почтовой связи.

## Экономика
Действует сельскохозяйственный производственный кооператив «Гавриловское»

## Достопримечательности
Ансамбль церкви зачатия Иоанна Крестителя (1799) и Богоявленской церкви (1823).

## Известные жители
- 28 августа 1912 в селе родился А. Г. Власов (1912—1969) — полный кавалер ордена Славы.